# Echte Gänse
Die Echten Gänse (Anserini) sind Vögel, die in der klassischen Systematik als Tribus innerhalb der Unterfamilie der Gänse (Anserinae) und der Familie der Entenvögel (Anatidae) geführt werden. Sie umfassen die beiden klassischen Gattungen der Meergänse (Branta) und Feldgänse (Anser).
Die insgesamt sechzehn (oder siebzehn – je nachdem ob die Tundrasaatgans (Anser serrirostris) als eigene Art betrachtet wird) Arten variieren farblich zwischen schwarzweiß und grau oder braun. Männchen und Weibchen sind dabei von der Farbgebung sehr ähnlich. Sie haben einen relativ langen Hals und können durch die mittellangen Beine, die sich zentral unterhalb des Körpers befinden, verhältnismäßig schnell laufen.
Alle sechzehn Arten leben auf der Nordhalbkugel.
Alle Echten Gänse zeigen ein ritualisiertes Paarungsverhalten vor der eigentlichen Begattung. Die Vertreibung eines rivalisierenden Vogelpaares wird oft durch eine triumphale Vorführung nach außen demonstriert. Die Bindung zwischen Männchen und Weibchen ist meist lebenslang. Nur das Weibchen ist jedoch am Nestbau beteiligt.
Das zunächst anhand morphologischer Merkmale aufgestellte Schwestergruppenverhältnis zwischen den Gattungen Anser und Branta ist durch phylogenomische Untersuchungen, anhand des Vergleichs homologer DNA-Sequenzen, mehrfach bestätigt worden. Über die Schwestergruppe dieser Klade gibt es zwischen verschiedenen Studien, aber keine Einigkeit. Alle Ergebnisse deuten jedoch auf die Gruppe der Schwäne (Cygnini) oder einzelne Taxa daraus. In einigen Phylogenien werden deshalb Schwanengattungen wie Cygnus zu den Anserini gezählt.